# Castelo Turnberry

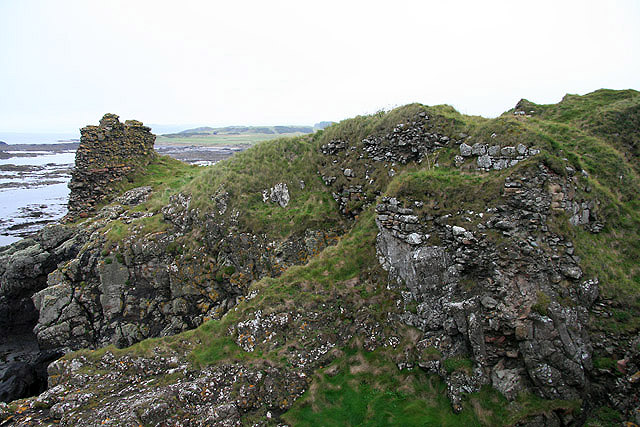
O que sobrou do castelo Turnberry, Escócia

O Castelo Turnberry (em inglês:  Turnberry Castle) é uma ruína na costa da vila de Kirkoswald, perto de Maybole, em Ayrshire, Escócia. Situada no extremo da península inferior da região, foi residência oficial dos Condes de Carrick. O Castelo Turnberry fica ao lado do Campo de Golfe Turnberry.

## História
As origens do Castelo Turnberry se perderam na antiguidade. Provavelmente foi construído em 1200 e no local de uma antiga fortificação em madeira. No final dos anos 1200, o Castelo Turnberry era a casa de Marjorie, Condessa de Carrick. Quando ou por quem Turnberry foi construído, parece não haver nenhum registro autêntico; mas foi originalmente uma fortaleza dos Lordes de Galloway, e daí passou para a posse dos Condes de Carrick por volta do início do século XIII.
No final do século XIII o castelo pertencia a Marjorie, a condessa viúva de Carrick. Segundo a lenda medieval, Marjorie manteve o cavaleiro Robert de Brus, 6º Lorde de Annandale em cativeiro até que ele concordasse em se casar com ela. O casamento entre Marjorie e Robert em 1271 transferiu-lhe o castelo e o condado. Seu primeiro filho, também chamado Robert, tornou-se Roberto I, o Rei da Escócia. Embora não se saiba se Turnberry foi seu verdadeiro local de nascimento, não há dúvida de que ele tenha passado a infância residindo no castelo.
O Castelo Turnberry está associado a dois eventos históricos significativos, ambos diretamente ligados a Robert Bruce. Em 20 de setembro de 1286, vários barões escoceses que apoiavam o título de Bruce como sucessor da coroa reuniram-se secretamente no Castelo Turnberry. Robert tinha apenas 12 anos na época. O segundo acontecimento foi a tentativa de Robert, na primavera de 1307, de recuperar o castelo dos ingleses, que o ocupavam na época. Esta tentativa foi apenas parcialmente bem-sucedida, embora tenha levado à retirada dos soldados ingleses. Sua tentativa de recuperar o castelo marcou o início de um longo caminho, terminando com o eventual sucesso de Robert em Bannockburn. Foi Robert quem ordenou a destruição do castelo em 1310, para evitar que caísse novamente nas mãos dos ingleses. O castelo foi quase totalmente destruído; as ruínas que restam fazem parte do castelo original, pois não parece ter sido reconstruído.

## Descrição
Hoje resta pouco dos castelo original. Ele é cercado em três lados pelo mar, e o lado terrestre é ocupado por um resort de golfe. As ruínas foram afetadas pelas ações de séculos de intempéries e erosão do mar, deixando intactas pouco mais do que as suas abóbadas inferiores e caves. Existem alguns vestígios de uma ponte levadiça, bem como de uma antiga ponte levadiça que pode ter servido de portão. Pela extensão da rocha que parece estar incluída no local, o castelo parece ter sido uma fortaleza de grande dimensão e robustez. Existem também grutas que dão para o mar, que podem ter servido de porto ao castelo. O farol Turnberry foi construído em parte do local do castelo, em 1873, e ainda existe hoje.